# Good Girls Don't...
Good Girls Don't..., amerikansk komedieserie för TV från skaparna av That '70s Show. Serien har åtta avsnitt, och sändes ursprungligen i kanalen Oxygen under perioden 4 juni-1 augusti 2004.
- Bree Turner som Marjorie
- Joy Gohring som Jane
- Kevin Christy som Ben
- Brent King som Davis
- Nichole Hiltz som Lizzie